# Гречишников, Владимир Фёдорович
Владимир Фёдорович Гречи́шников (1917—1958) — советский инженер-конструктор, кандидат технических наук. Герой Социалистического Труда (1953), лауреат Ленинской премии (1958).
Разрабатывал новые моторы и отдельные узлы двигателей, внёс предложения по их конструктивному и технологическому усовершенствованию. Участвовал в разработке первых образцов атомной и водородной бомбы. Его научные и технические идеи получили широкое применение при разработке конструкций ядерных зарядов и размещении их в боевых блоках ракетных комплексов.

## Биография
Родился 27 июня 1917 года в Уфе, Российская империя (ныне Башкортостан, Россия).

### Образование
Учился в Уфе. Ещё в бытность Владимира в 8 классе заболел и ушёл на пенсию по инвалидности его отец. Материальное положение семьи ухудшилось, и Гречишников был вынужден поступить на рабфак. За один год без отрыва от работы он окончил 9-й и 10-й классы.
В 1934 году поступил в МВТУ имени Н. Э. Баумана на факультет «Двигатели внутреннего сгорания». В 1939 году с отличием окончил его и был направлен на работу в Центральный институт авиационного моторостроения им. П. И. Баранова.

### Деятельность
В 1939—1940 годах работал в Центральном институте авиамоторостроения (Москва): инженер-конструктор, старший инженер, заместитель руководителя группы.
В 1940—1941 — на Кировском заводе (Ленинград): руководитель конструкторской бригады.
В 1941—1947 — на заводе № 76 (Свердловск): заместитель главного конструктора по опытным работам.
В 1947—1955 — в Арзамас-16 (Саров Нижегородской области).
С 1955 года — заместитель главного конструктора ВНИИТФ-РФЯЦ (Челябинск-70, Снежинск).
Скоропостижно скончался 15 августа 1958 года в Снежинске Челябинской области. Похоронен на городском кладбище Снежинска.

## Награды[2]
- За участие в разработке конструкции атомных зарядов и водородной бомбы «закрытым» Указом Президиума Верховного Совета СССР от 12 августа 1953 года Гречишникову Владимиру Фёдоровичу присвоено звание Героя Социалистического Труда с вручением ордена Ленина и золотой медали «Серп и Молот».
- два ордена Ленина (1949, 1953).
- орден Красной Звезды (1945).
- Ленинская премия (1958).
- Сталинская премия второй степени (1951) — за участие в разработке важнейших узлов изделия РДС
- Сталинская премия первой степени (1953) — за разработку конструкции основных узлов изделий РДС-6с, РДС-4 и РДС-5
- медали

## Память

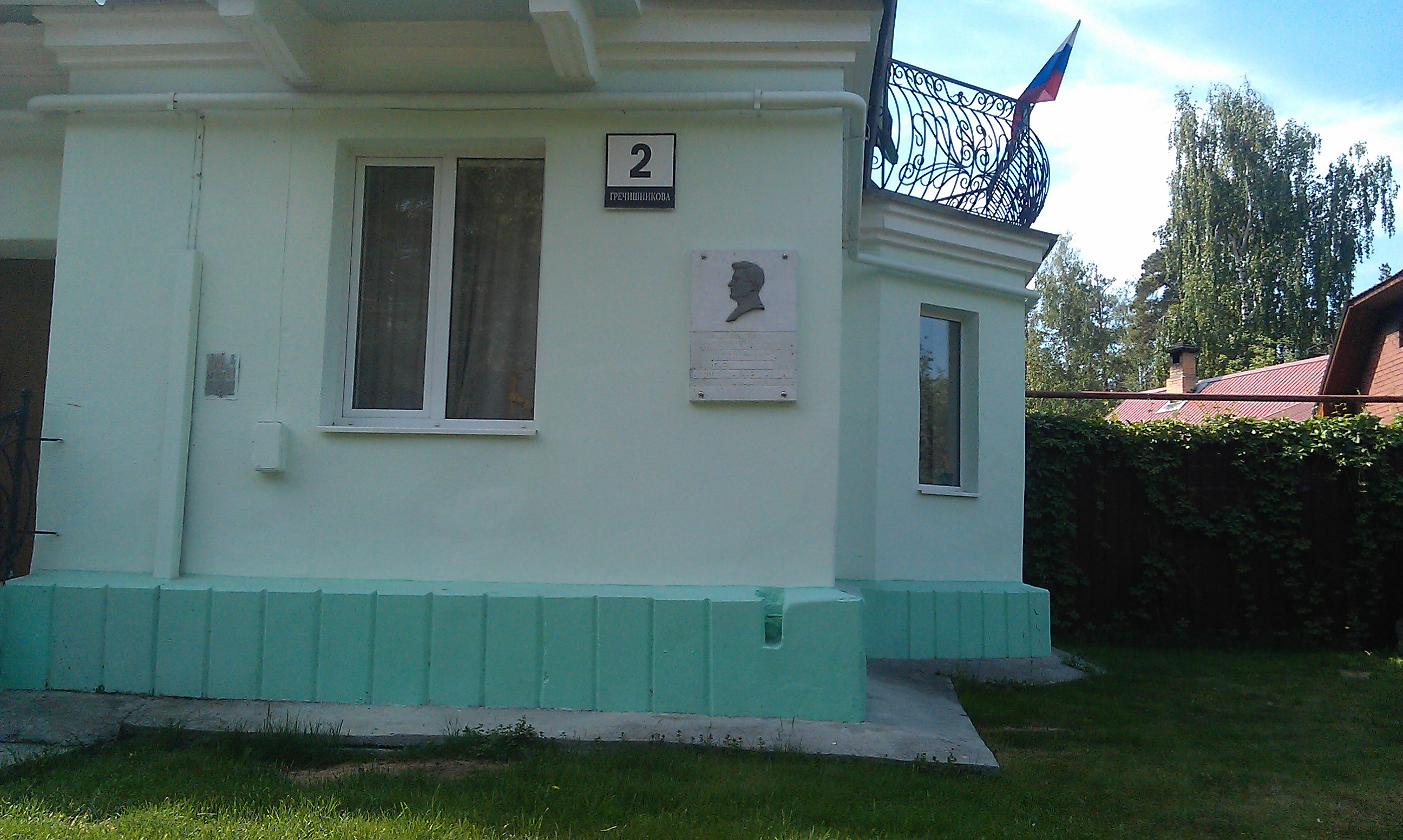
мемориальная доска В. Ф. Гречишникову на улице его имени в Снежинске

- Имя Гречишникова занесено в Книгу трудовой славы города Снежинска (1962).
- Его именем названа одна из улиц в Снежинске.
- Похоронен на городском кладбище в Снежинске[3].